# Hybride achtbaan

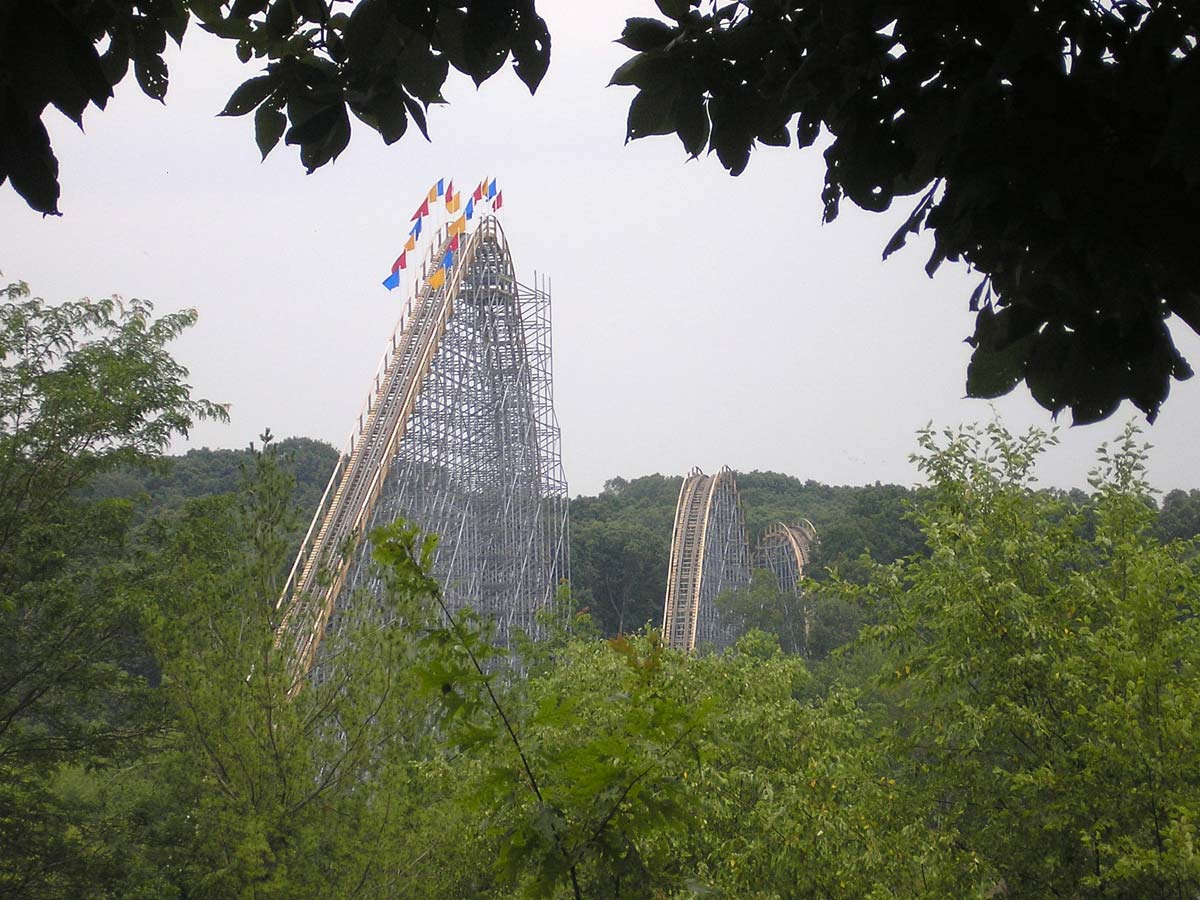
The Voyage in Holiday World is een houten hybride achtbaan

Een hybride achtbaan is een klasse achtbaan waarbij een mix van hout en staal voor de constructie is gebruikt. Hybride achtbanen vallen te verdelen in 2 groepen: de houten hybride achtbaan waarbij de rails van hout en de ondersteunende constructie van staal is, en de stalen hybride achtbaan waarbij de rails van staal is en de ondersteunende constructie van hout.

## Houten hybride achtbanen

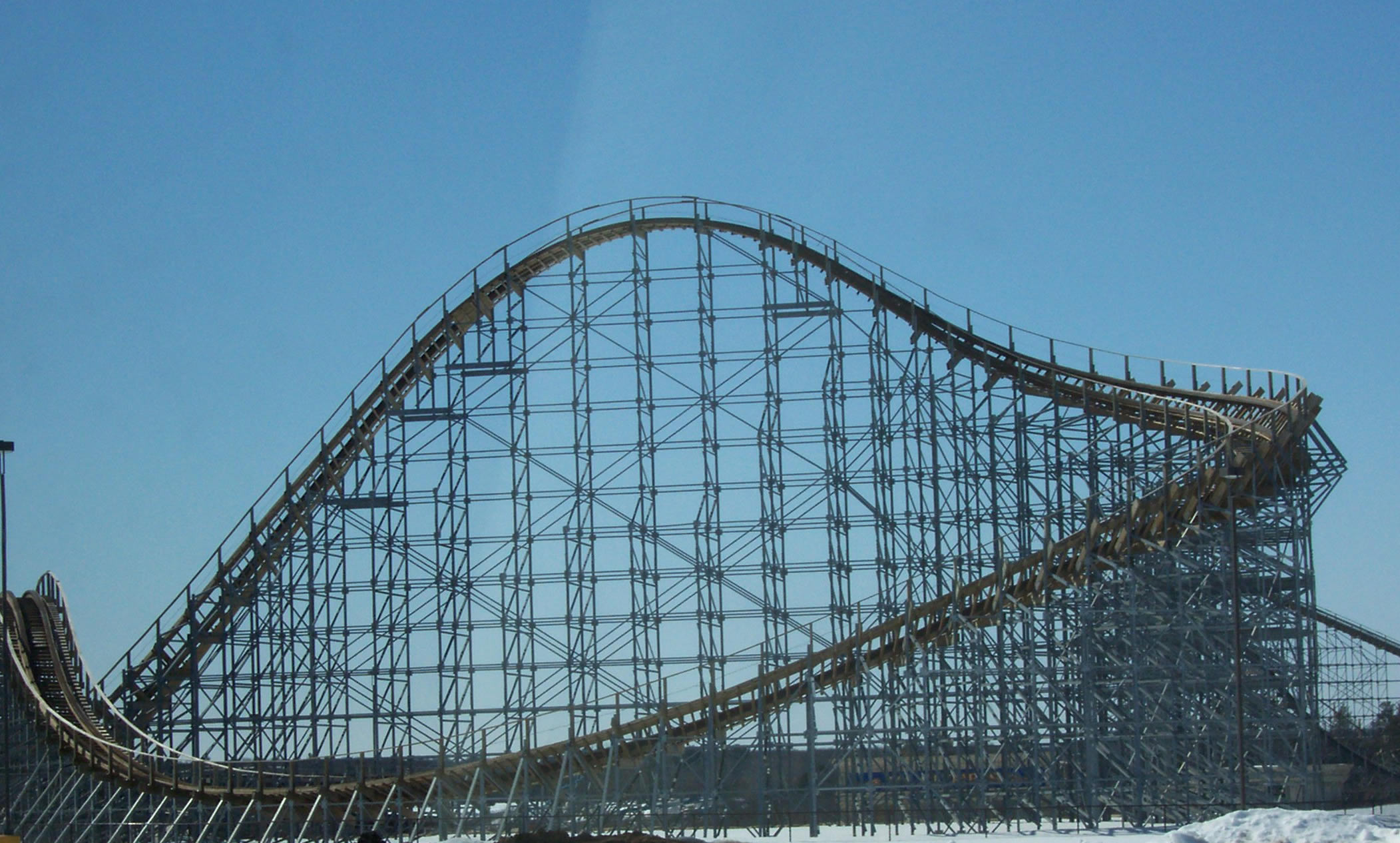
Hades in Mount Olympus Water and Theme Park is een houten hybride achtbaan.

Een houten hybride achtbaan gebruikt een houten rails met stalen strippen, zoals de rails van een houten achtbaan, en een stalen ondersteuningsstructuur. Het voordeel van een stalen ondersteuning is de kleinere hoeveelheid grondoppervlak die deze inneemt ten opzichte van de wijd uitlopende houten ondersteuningsstructuren. De assemblage van een houten hybride achtbaan kost minder tijd aangezien deze uit geprefabriceerde delen bestaat. Een traditionele houten achtbaan wordt op de bouwplaats op maat gefabriceerd. De houten hybride achtbaan heeft dezelfde karakteristieke hobbelige en schuddende rit als een echte houten achtbaan.
Houten hybride achtbanen werden vooral na 1990 populair, de eerste houten hybride achtbaan genaamd Coney Island Cyclone werd echter al gebouwd in 1927.
Bekende houten hybride achtbanen zijn:
- The Voyage in Holiday World
- Comet in The Great Escape & Splashwater Kingdom
- Kentucky flyer in Kentucky Kingdom
- Twister in Gröna Lund
- Wood Express in Parc Saint-Paul

## Stalen hybride achtbanen

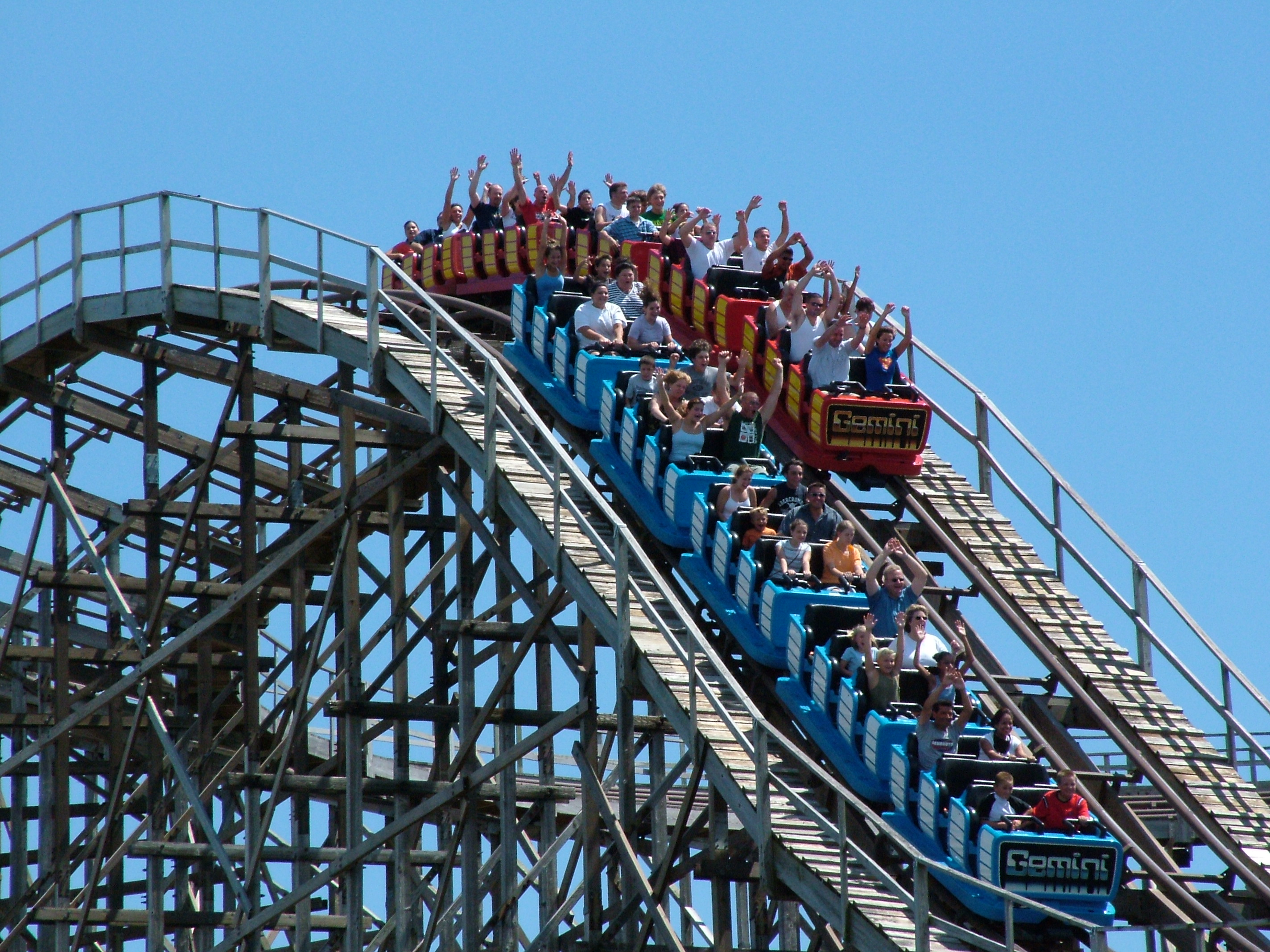
Gemini in Cedar Point is een stalen hybride tweelingachtbaan.

Bij een stalen hybride achtbaan is de rails van staal terwijl de ondersteunende constructie gefabriceerd is uit hout. De stalen rails zorgt ervoor dat de rit minder hobbelig en ruig van karakter is dan bij een traditionele houten achtbaan.
Veel oudere mijntreinachtbanen hebben een houten ondersteuning met stalen rails. Tegenwoordig worden vaker volledig stalen mijntreinachtbanen gebouwd in verband met onderhoudskosten en duurzaamheid.
Bekende stalen hybride achtbanen zijn:
- Untamed in Walibi Holland
- Joris en de Draak in de Efteling
- Gemini in Cedar Point
- El Diablo in PortAventura
- River King Mine Train in Six Flags St. Louis